# Підробка цифрового підпису
Підробка цифрового підпису — це можливість створення пари, яка складається з повідомлення {\displaystyle m} і підпису (або MAC) {\displaystyle \sigma }, який підходить до {\displaystyle m}, хоча законний підписувач не підписував {\displaystyle m}. Існують три типи підробки: екзистенці́йний, вибірковий і універсальний.

## Типи[2]

### Екзистенці́йна підробка
Екзистенці́йна підробка (англ. existential forgery) полягає в створені (супротивником) щонайменше однієї пари повідомлення/підпис {\displaystyle (m,\sigma )}, де {\displaystyle \sigma } не був створений законним підписувачем. Супротивник не потребує жодного контролю над {\displaystyle m}; {\displaystyle m} не повинно мати будь-якого певного значення; і насправді може виявитись джерготанням — якщо пара {\displaystyle (m,\sigma )} правильна, супротивник досягнув успіху в екзистенці́йній підробці.
По суті екзистенці́йна підробка — це найменша ціль супротивника, отже найсильніші схеми — такі що «екзистенційно непідробні».

### Вибіркова підробка
Вибіркова підробка (англ. selective forgery) — це створення (супротивником) пари повідомлення/підпис {\displaystyle (m,\sigma )} де {\displaystyle m} було обране супротивник до початку атаки. {\displaystyle m} можна обрати з якимись цікавими математичними властивостями відповідно до алгоритму підпису; однак, у вибірковій підробці, {\displaystyle m} треба встановити до початку атаки.
Можливість успішно провести атаку вибіркової підробки означає можливість успішного проведення атаки екзистенці́йної підробки.

### Універсальна підробка
Універсальна підробка (англ. universal forgery) — це створення (супротивником) правильного підпису {\displaystyle \sigma } для будь-якого даного повідомлення {\displaystyle m}.  Супротивник здатний провести універсальну підробку може підписати повідомлення обране на власний розсуд (як у вибірковій підробці), повідомлення обране навмання або навіть особливе повідомлення надане опонентом.